# Isla de Los Muertos
La Isla de Los Muertos es una isla que forma parte del delta que el río Baker forma al desembocar en el canal homónimo. Está ubicada a tres kilómetros al noroeste de Caleta Tortel, Región de Aysén. Debe su nombre a que existe en ella un cementerio creado en 1906 por los trabajadores chilotes que fueron enganchados por la Compañía Explotadora del Baker, para sepultar a sus compañeros que morían producto del abandono y la consecuente hambruna y  crisis sanitaria que afectó al campamento. El cementerio cuenta 34 sepulturas de un total de 59 trabajadores fallecidos, los otros 25 habrían sido sepultados en otro sitio más cercano al campamento de los obreros en Bajo Pisagua, pero hasta ahora desconocido. La isla es monumento histórico de Chile, declarada por decreto el 23 de mayo de 2001.

## Historia
En el invierno de 1906 fueron enterrados en la isla los cuerpos de 34 trabajadores de la Sociedad Explotadora del Baker, empresa que se había asentado en el Baker a partir del año 1904 con fines de explotación forestal y ganadera. Los trabajadores fueron enganchados en su mayoría  en el archipiélago de Chiloé, donde existía la costumbre de realizar trabajos por temporada en la Patagonia.
Existen distintas teorías sobre las causas del fallecimiento de estos trabajadores, siendo la más difundida la de muerte por hambre o de escorbuto durante el invierno de 1906, mientras esperaban que un barco los sacara del lugar luego de haber trabajado por cerca de seis meses (diciembre de 1905 a mayo de 1906) en la extracción de madera de ciprés. Esta tragedia tuvo amplia difusión en la prensa de Puerto Montt y Chiloé entre septiembre y noviembre de 1906, aunque posteriormente algunos sostienen fue relegada a segundo plano por la institucionalidad chilena, cuyas autoridades miraban con desconfianza a los movimientos obreros de la época.
En el cementerio aún se conservan las 34 cruces de ciprés y además una inhumación posterior (año 1911), de la que se desconoce mayor información.
Este Monumento histórico ha sido intervenido con fines de conservación y acceso de visitantes, invirtiéndose una importante suma de dinero por parte del Estado chileno. Se realizaron obras de contención en el frente norte de la isla, para frenar la erosión provocada por la corriente del río Baker; y también se realizó un circuito de pasarela para el acceso organizado de visitantes. 
El año 2016 la I. Municipalidad de Tortel gestionó recursos en el Gobierno Regional de Aysén, para realizar un Memorial en homenaje a los trabajadores muertos y sepultados allí. Este memorial fue elaborado en ciprés por el artesano artista tortelino Augusto Hernández Aguilante.

## En la cultura
Esta tragedia es el elemento central del libro La tragedia obrera de Bajo Pisagua. Río Baker, 1906, del investigador Mauricio Osorio Pefaur, publicado el año 2015.
En un plano de más libre interpretación, la Isla de los Muertos aparece asociada al archipiélago de Chiloé en la película chilena ...Y de pronto el amanecer (2018), dirigida por Silvio Caiozzi.